# Позолочений сом
Позолочений сом або джау (Zungaro zungaro) — південноамериканський сом (ряд Siluriformes) родини Pimelodidae. Він також відомий як мангурую або чорний мангурую.

## Таксономія
За деякими даними, це єдиний вид монотипного роду Zungaro. Однак деякі джерела вказують інші види як дійсні, такі як Zungaro jahu. Цей вид можна назвати одним із його синонімів Brachyplatystoma flavicans. Цей вид містить два підвиди Z. z. мангуру і Z. z. zungaro.

## Поширення і середовище проживання
Вони стають статевозрілими після досягнення 10 кг (22 фунт) ваги. Ця риба родом із басейнів Ориноко та Амазонки; в Амазонці ця риба водиться досить вище за течією, в основному руслі великих приток з мулистим дном.

## Опис
Ця риба сягає 140 см (55 дюйм) загальною довжиною, а екземпляри розміром 130 см (51 дюйм) і вагою 50 кг (110 фунт) не є рідкістю. Ці риби в основному рибоїдні, полюють вночі, іноді заходять у затоплювані райони річок. Повідомлялося про деякі міграції в гонитві за мігруючими Triportheus і Anodus. Розмноження в гирлах річок.